# John Richard Gott

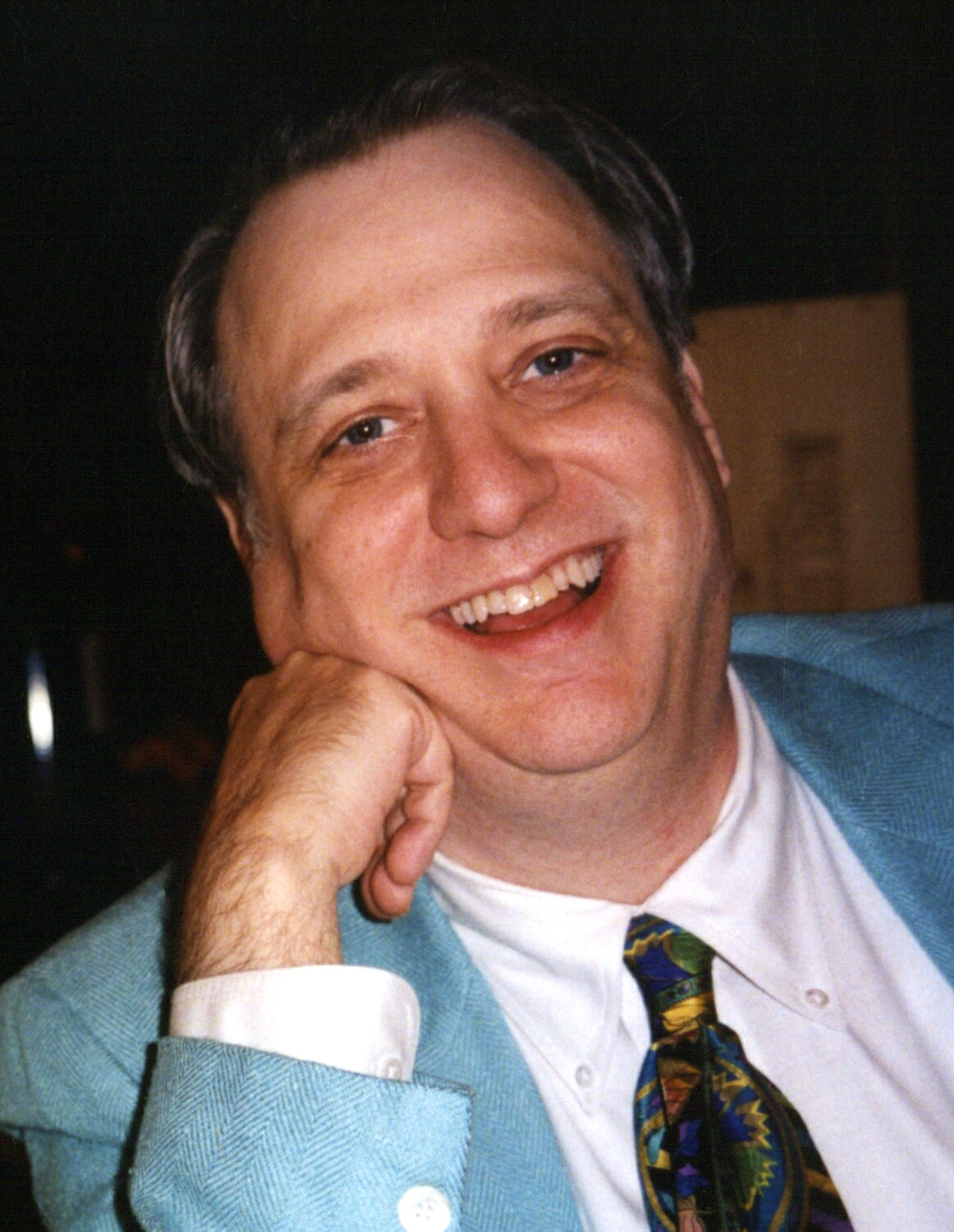
John Richard Gott en 1989.

John Richard Gott, o J. Richard Gott III, (Louisville, Kentucky, 8 de febrero de 1947) es un profesor de astrofísica en la Universidad de Princeton. Se licenció en Matemáticas por la Universidad de Harvard y obtuvo el doctorado en Física por la de Princeton. Ha impartido cursos en el California Institute of Technology y en la Universidad de Cambridge. Ha recibido el President´s Award por su labor docente en Princeton, y publicado numerosos trabajos de investigación en revistas como Scientific American, New Scientist y American Scientist.
Gott es un importante cosmólogo, conocido por sus trabajos respecto al Argumento del juicio final (Doomsday Argument, en inglés), la naturaleza del tiempo y la posibilidad de viajar en él. Sobre este tema ha escrito el libro Los viajes en el tiempo y el universo de Einstein.

## Materia exótica y viaje en el tiempo
El físico y divulgador Paul Davies menciona a Gott en su libro Cómo construir una máquina del tiempo, por su propuesta de usar cuerdas cósmicas para crear una máquina del tiempo. La máquina de Gott dependería de la tensión antigravitacional en las hipotéticas cuerdas, tensión capaz de deformar el espacio-tiempo, sin atraer objetos cercanos. El viajero seguiría un rumbo muy preciso y rápido alrededor de ellas, encontrando al final que había vuelto atrás en el tiempo.
Gott propone también un "espejo temporal": un dispositivo para viajar en el tiempo basado en el principio de la demora (al observar las estrellas en el cielo, vemos en realidad el pasado de las mismas). El dispositivo estaría situado en la proximidad de un agujero negro que se hallase ubicado a algunos cientos de años luz de la Tierra. Dicho dispositivo actuaría como un colector de luz que recogería y reflejaría los rayos de luz deformados y curvados por la poderosa atracción gravitacional del agujero negro. El colector mostraría entonces el pasado según apareciera en las imágenes antiguas de la Tierra captadas de esta forma. 
Dado que Gott opina que el viaje en el tiempo no puede ser excluido apoyándose en los principios de la Cosmología, ha propuesto la posibilidad de que el universo se haya creado a partir de sí mismo.

El universo podría tener una geometría que le permitiera retroceder en el tiempo y crearse a sí mismo. El universo podría ser su propia madre.

Esta controvertida idea fue publicada con su colaborador Li-Xin Lin, y descrita por Gott basándose en la hipótesis de "un universo inflacionario, el cual podría generar brotes de nuevos universos de manera similar a las ramas que surgen del tronco de un árbol". Gott supone que, en este caso, una cualquiera de las ramas podría curvarse hacia atrás en un bucle (como la pescadilla que se muerde la cola), convirtiéndose en su propio origen.
En su libro, Los viajes en el tiempo y el universo de Einstein, Gott argumenta que viajar al pasado es perfectamente posible, aunque sólo a un momento posterior al de la construcción del artilugio ad hoc, y sólo, igualmente, durante el periodo de existencia del mismo. El tránsito tampoco podría efectuarse comprometiendo la propia línea de universo del viajero temporal, dado que Gott invoca la interpretación cuántica de los universos paralelos, a fin de evitar que se plantee la paradoja del abuelo.
El libro sostiene como más probable el viaje al futuro, sin embargo, el autor no excluye que futuras investigaciones hagan verosímil igualmente el viaje al pasado.

## El método de Copérnico y el Argumento del Juicio Final
La primera idea de Gott sobre su "método de Copérnico" aplicado a procesos históricos (notablemente la estimación de la vida humana en la Tierra), data de 1969, año en que, en un viaje a Alemania, hallándose frente al Muro de Berlín, se preguntó cuánto tiempo permanecería éste en pie. Poco familiarizado con los análisis de la futurología geopolítica, pensó que al caso le era aplicable el principio Copernicano también conocido como principio de mediocridad ("No somos el centro del Universo"). De este modo, sostuvo que existía un 75% de probabilidades de que estuviese contemplando el muro después del primer cuarto de la existencia del mismo. Basado en la edad del Muro en dicha fecha (8 años, en 1969), Gott calculó, con el 50 % de fiabilidad, que el Muro no se sostendría en pie en 1993.
Es sabido que el Muro fue derribado en 1989. En 1993 Gott aplicó el principio Copernicano para estimar la probable duración de la raza humana. Su artículo en la revista Nature fue el primero en aplicar dicho principio a la supervivencia de la Humanidad. Su predicción original tronostica que hay un 50% de probabilidad de que duremos más de 750 años a partir de ahora, un 95% de probabilidades a que perduremos más de 5000 años a casi de 8 millones de años. (Poco antes, el científico Brandon Carter había propuesto un modo distinto de responder a la misma cuestión, el Argumento del juicio final con el cual concluyó que la humanidad podría durar más de 9000 años).
Gott ha defendido su principio de mediocridad contra distintas críticas de índole filosófica, y el debate (como el que sostiene acerca de la hipótesis de la curva cerrada de tipo tiempo), aún se mantiene. A fin de popularizar su principio copernicano, Gott realizó en la revista The New Yorker unas predicciones acerca del tiempo que permanecerían en cartel 44 producciones teatrales que se estaban representando en Nueva York en aquel momento. Resultó correcto en el 95% de sus previsiones.

## Labor pedagógica
Gott ha recibido el President’s Award for Distinguished Teaching, en renococimiento a su trabajo en la National Westinghouse and Intel Science Talent Search, una competición para estudiantes de ciencias de instituto. Gott es un promotor activo de la ciencia en esos niveles educativos; por otra parte, los estudiantes de Princeton le han votado como el profesor más sobresaliente en varias ocasiones.
Gott es de confesión presbiteriana, distinguiendo los fenómenos físicos de los metafísicos con arreglo a su teleología. Sostiene que sus contribuciones son enteramente científicas, sin invadir el terreno de la teología, dado que nunca se preocupa por las motivaciones últimas de los fenómenos que estudia.